# Leopoldo Camillo Volta
Leopoldo Camillo Volta (Mantova, 23 ottobre 1751 – Mantova, 25 aprile 1823) è stato uno storico italiano.

## Biografia
Leopoldo Camillo o Cammillo Volta dopo aver conseguito la laurea in diritto civile e canonico si trasferì per un periodo in Austria a Vienna. Nel 1778 fu nominato dall'imperatrice Maria Teresa prefetto della Biblioteca governativa di Mantova, istituita nel 1780, che assumerà successivamente la denominazione di Biblioteca Teresiana. Licenziato durante l'occupazione francese, riacquistò il suo incarico durante la restaurazione austriaca. Scrisse numerosi manoscritti sulla storia di Mantova, tra cui il Compendio cronologico-critico della Storia di Mantova (1807).

## Opere
- Elogio all'abate Pellegrino Salandri
- Panegirico in versi di Maria Teresa
- Memoria in torno alla vita e agli scritti di Bonifacio Vitalini,
- Noticia di alcuni letterati della nobile Mantovana famiglia Arrivabene
- Osservazioni storico-critiche sopra una chiave di bronze dissotterrata in Mantova nel 1730
- Saggio storico sulla topografia Mantovana nel secolo XV
- Dell'origine dalla zecca di Mantova e delle prime monete di essa[5]